# Escudo de Fregenal de la Sierra
El escudo de Fregenal de la Sierra es un elemento prácticamente histórico de la ciudad bajoextremeña posiblemente creado desde los comienzos de la ciudad en la Edad Media.
También el propio Ayuntamiento de Fregenal editó el escudo para usarlo como logotipo de la corporación municipal

## Heráldica
El escudo de Fregenal de la Sierra tiene forma oval, rodeado por una bordura en oro. El escudo oval, heredero de la tradición histórica, se enmarca dentro de otro en forma de piel de toro, o forma polaca. El campo exterior en sangriento y vidriado. El campo oval en plata, sobre el que se inscriben las armas de Fregenal. 
Las armas se componen por dos fresnos. Entre los dos fresnos se encuentra un libro cruzado por una espada. En el libro escrito se puede leer, LITTERIS ARMATA ET ARMIS DECORATA, que traducido del latín al castellano sería, ARMADA POR LAS LETRAS Y DECORADAS POR LAS ARMAS. Esta frase hace referencia a los humanistas, políticos y personas relevantes de Fregenal como las letras y como las armas los escudos blasonados que adornan las calles de Fregenal de la Sierra.

## Historia
El escudo de Fregenal es un elemento repetido en numerosos edificios de la localidad, como el Santuario de Ntra. Sra. de los Remedios o el Ayuntamiento de Fregenal.
Desde la antigüedad el escudo de Fregenal ha cambiado con el tiempo, un primer modelo del escudo escogía el nombre del pueblo en la Edad Media FREXNAL dividido por sílabas cada una a un lado de cada fresno, y en el interior del libro solo aparecía la cita LITTERIS ARMATA.
La famosa cita del interior del libro fue creado por el humanista y políglota frexnense Benito Arias Montano, que aludía a la importancia de la cultura y la historia dentro de la ciudad de Fregenal.
Ya encaminando la Edad Contemporánea se cambió FREXNAL, de los laterales, por FREGENAL, en la parte superior, y añadiéndose en la cita del libro ET ARMIS DECORATA por la cantidad de casas nobles y escudos blasonados encontrados en la ciudad.
En la segunda mitad del siglo XX se añadió en la zona baja del escudo PER MARIAM ADAMATA aludiendo a la patrona de Fregenal, la Virgen de los Remedios.
Recientemente el Ayuntamiento de Fregenal decidió renovar el escudo de la localidad creando un logotipo nuevo para la corporación municipal.

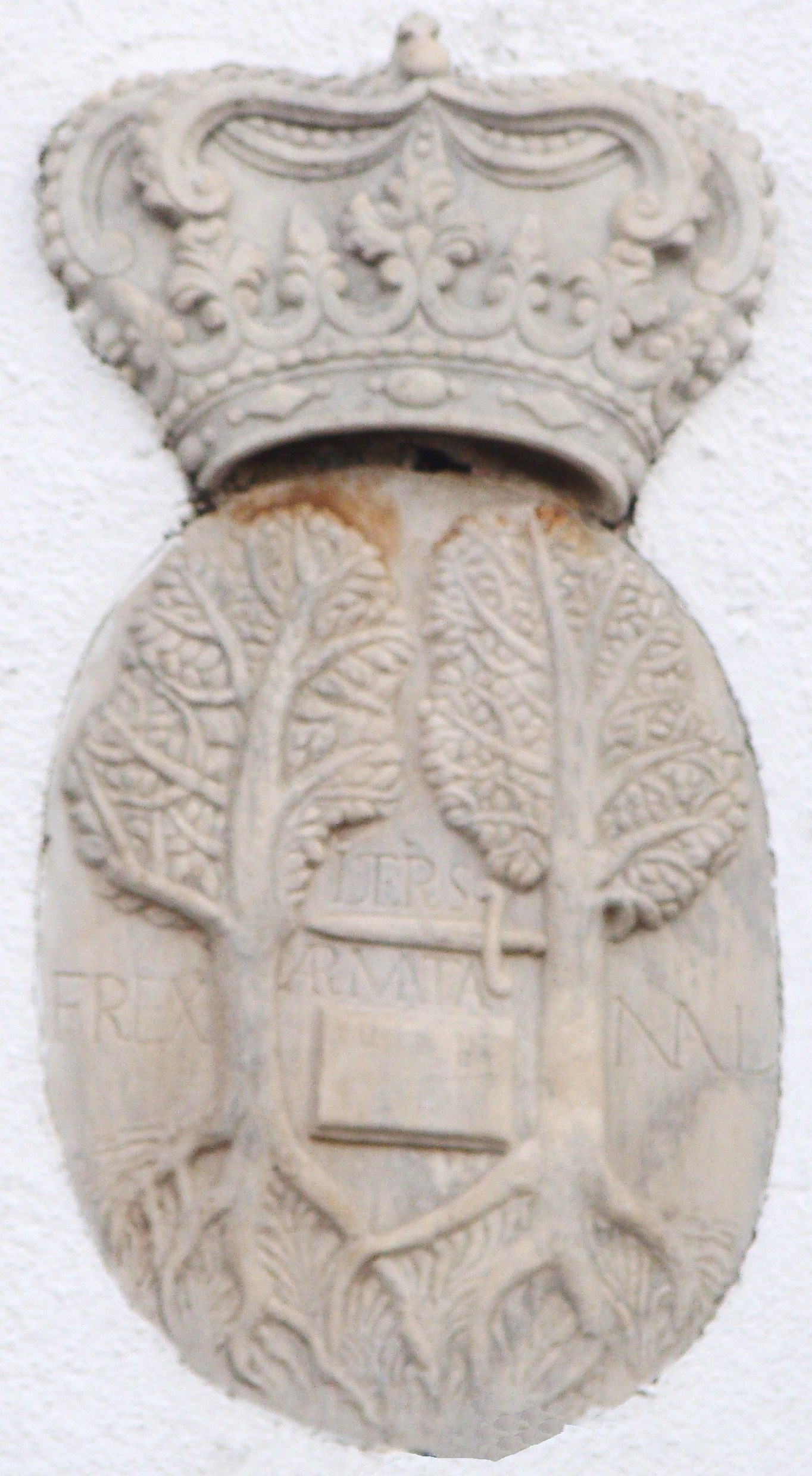
Escudo de Fregenal de la fachada del Ayuntamiento
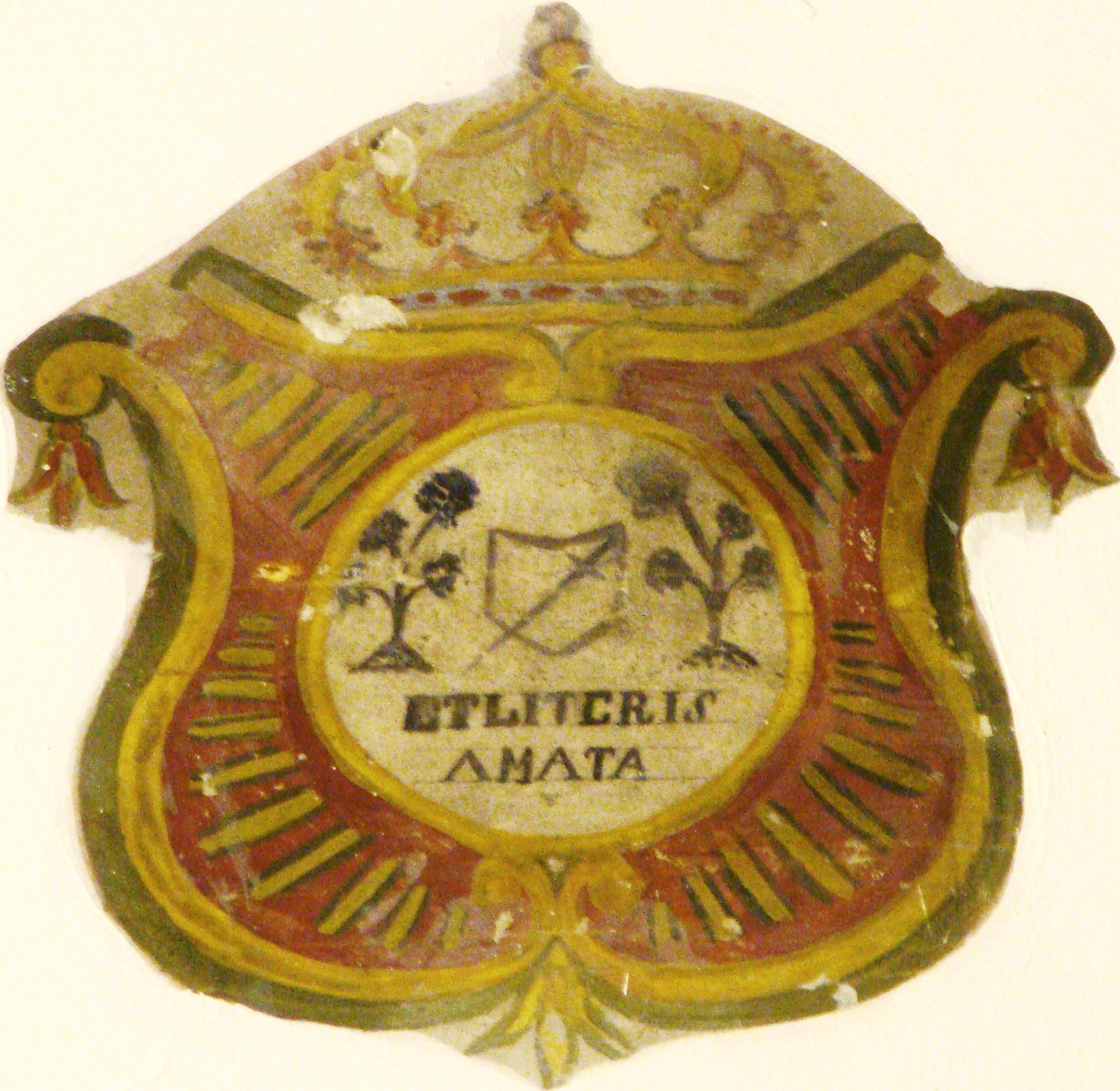
Escudo de Fregenal en el interior del Santuario de Ntra. Sra. de los Remedios
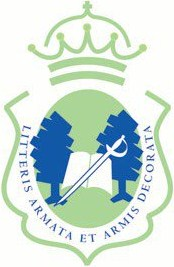
Logotipo de la Corporación Municipal (2007)
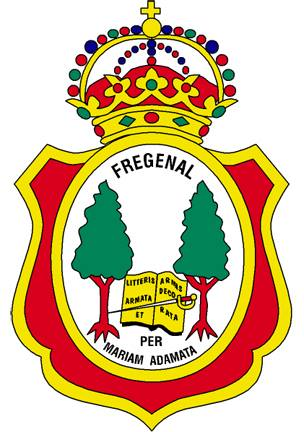
Logotipo de la Corporación Municipal (2015)